# Серёдка (Струго-Красненский район)
Серёдка — деревня в Струго-Красненском районе Псковской области России. Входит в состав сельского поселения «Новосельская волость». Находится на северо-востоке региона, в центральной части района, в лесной местности у р. Люты.

## История
В 1905 году устроен деревянный эстонский лютеранский молитвенный дом, закрыт в 1920-х.
В 1941—1944 годах — в фашистской оккупации.
Согласно Закону Псковской области от 28 февраля 2005 года деревня Середка вошла в состав образованного муниципального образования Новосельская волость.

## Население
| 2001 | 2002 | 2010 | 2011 |
| ---- | ---- | ---- | ---- |
| 22   | ↘11  | ↘5   | →5   |

## Транспорт
Деревня доступна гужевым и автомобильным транспортом по просёлочным дорогам; одна из них ведёт к волостному центру Новоселье.